# Giri Sako
Giri Sako is een bestuurslaag in het regentschap Kuantan Singingi van de provincie Riau, Indonesië. Giri Sako telt 3160 inwoners (volkstelling 2010).